# Давід Рундблад
Нільс Давід Рундблад (швед. Nils David Rundblad; 8 жовтня 1990, м. Люкселе, Швеція) — шведський хокеїст, захисник. Виступає за ЦСК Лайонс у Національній лізі А.
Вихованець хокейної школи ХК «Люкселе». Виступав за ХК «Шеллефтео», «Оттава Сенаторс», «Фінікс Койотс», «Портленд Пайретс» (АХЛ).
В чемпіонатах НХЛ — 104 матчі (4+19), у турнірах Кубка Стенлі — 3 матчі (0+0).
У складі національної збірної Швеції учасник чемпіонату світу 2011 (4 матчі, 0+1). У складі молодіжної збірної Швеції учасник чемпіонатів світу 2009 і 2010. У складі юніорської збірної Швеції учасник чемпіонату світу 2008.
Досягнення
- Володар Кубка Стенлі (2015)
- Срібний призер чемпіонату світу (2011)
- Срібний призер чемпіонату Швеції (2011).

Нагороди
- Трофей Сальмінга (2011) — найкращий захисник року ШХЛ